# Styggsjön, Dalarna
Styggsjön är en sjö i Borlänge kommun i Dalarna och ingår i Dalälvens huvudavrinningsområde.